# Hubert Schaller-Kalide
Hubert Schaller-Kalide (* 19. Dezember 1882 in Sorau in Schlesien; † 6. Januar 1976 in München) war ein deutscher General der Infanterie.

## Militärischer Werdegang
Hubert Schaller-Kalide begann seine Karriere am 29. März 1900 als Fahnenjunker beim 1. Rheinischen Infanterie-Regiment „von Lützow“ Nr. 25. Am 20. November 1900 wurde er zum Fähnrich befördert. Am 18. August 1901 zum Leutnant befördert. In dieser Funktion wurde er als Adjutant des II. Bataillons vom 1. Rheinisches Infanterie-Regiment „von Lützow“ Nr. 25 ernannt. Im Jahre 1909 wurde er an die Kriegsakademie in Berlin abkommandiert. Am 27. Januar 1910 wurde er zum Oberleutnant befördert. Am 2. August 1914 wurde er zum Hauptmann befördert. Es folgte eine Verwendung beim Generalstab des VIII. Reservekorps. Im Winter 1915 wurde er in den Generalstab der 3. Armee versetzt. Im Mai 1915 folgte seine Versetzung zum Generalstab des Marinekorps. Im Herbst 1916 wurde Schaller-Kalideer dann in den Generalstab der 1. Marinedivision versetzt. Im Frühjahr 1917 folgte eine Versetzung in den Generalstab der 2. Marinedivision. Im Mai 1917 wurde er in den Generalstab der 3. Marinedivision versetzt. Am 20. Dezember 1918 wurde er in den Generalstab der 15. Division versetzt.
Nach dem Ersten Weltkrieg 1919 als Hauptmann in die Reichswehr übernommen. Es folgte eine Verwendung als Bataillonsführer im Reichswehr-Infanterie-Regiment 11. Am 1. Oktober 1919 wurde er in den Generalstab des Abschnittskommando I der neutralen Zone in Wesel am Niederrhein versetzt (siehe Alliierte Rheinlandbesetzung). Es folgte eine weitere Versetzung nach Berlin in die Funktion als Generalstabsoffizier beim Gruppenkommando 1. Am 22. März 1922 wurde er zum Major befördert. Am 1. Oktober 1921 folgte eine Versetzung in das Reichswehrministerium in Berlin. Am 1. Mai 1925 wurde Hubert Schaller-Kalide zum Kommandeur des I. Bataillons vom 3. Infanterie-Regiment in Marienwerder in Westpreußen befördert. Am 1. Februar 1928 wurde er Oberstleutnant befördert. Im Jahre 1928 folgte ein Versetzung an die Infanterieschule nach Dresden. Am 1. November 1930 wurde er zum Oberst befördert. Am 1. Mai 1931 wurde Schaller-Kalide zum Kommandeur des 18. Infanterie-Regiment in Paderborn ernannt. Am 1. April 1933 wurde er zum Generalmajor befördert. Am 30. September 1933 folgte seine Versetzung aus dem aktiven Dienst in den Ruhestand.
Im Oktober 1935 wurde er aus dem Ruhestand zurück in den aktiven Dienst der Deutschen Wehrmacht beordert und am 15. Oktober 1935 zum Kommandeur der Heeresdienststelle 7 in Stuttgart ernannt. Im Jahre 1936 wurde er zum Kommandeur der 25. Infanterie-Division ernannt. Am 6. Oktober 1936 wurde er versetzt und zum Kommandeur der 35. Infanterie-Division ernannt. Am 1. April 1937 wurde er zum Generalleutnant befördert. Am 26. August 1939 wurde zum Befehlshaber des Wehrkreis XVIII in Salzburg ernannt. Am 1. Dezember 1940 wurde er zum General der Infanterie befördert. Am 31. März 1943 ging er in den Ruhestand.